# 302932 Francoballoni
302932 Francoballoni è un asteroide della fascia principale. Scoperto nel 2003, presenta un'orbita caratterizzata da un semiasse maggiore pari a 2,4731443 UA e da un'eccentricità di 0,1011941, inclinata di 1,94598° rispetto all'eclittica.